# Dominique Ohaco
Dominique Ohaco Gallyas (Santiago, 19 december 1995) is een Chileense freestyleskiester. Ze vertegenwoordigde haar vaderland op de Olympische Winterspelen 2014 in Sotsji en op de Olympische Winterspelen 2018 in Pyeongchang.

## Carrière
Bij haar wereldbekerdebuut, in maart 2012 in Mammoth, scoorde Ohaco direct wereldbekerpunten. In september 2012 behaalde de Chileense in Ushuaia haar eerste toptienklassering in een wereldbekerwedstrijd. Op de wereldkampioenschappen freestyleskiën 2013 in Voss eindigde ze als negende op het onderdeel slopestyle. Tijdens de Olympische Winterspelen van 2014 in Sotsji eindigde Ohaco als dertiende op het onderdeel slopestyle.
Op de wereldkampioenschappen freestyleskiën 2017 in de Spaanse Sierra Nevada eindigde de Chileense als veertiende op het onderdeel slopestyle. In december 2017 stond ze in Mönchengladbach voor de eerste maal in haar carrière op het podium van een wereldbekerwedstrijd. Tijdens de Olympische Winterspelen van 2018 in Pyeongchang eindigde Ohaco als twintigste op het onderdeel slopestyle.

## Resultaten

### Olympische Winterspelen
| Jaar | Plaats      | Resultaten     |
| ---- | ----------- | -------------- |
| 2014 | Sotsji      | 13e Slopestyle |
| 2018 | Pyeongchang | 20e Slopestyle |

### Wereldkampioenschappen
| Jaar | Plaats        | Resultaten     |
| ---- | ------------- | -------------- |
| 2013 | Voss          | 9e Slopestyle  |
| 2017 | Sierra Nevada | 14e Slopestyle |

### Wereldbeker
Eindklasseringen
| Seizoen   | Algm | BA    | SS  |
| --------- | ---- | ----- | --- |
| 2012/2013 | 55e  | –     | 7e  |
| 2013/2014 | 56e  | –     | 10e |
| 2014/2015 | 104e | –     | 15e |
| 2015/2016 | 102e | –     | 17e |
| 2016/2017 | 89e  | 12e   | 19e |
| 2017/2018 | 35e  | Brons | 12e |
| 2019/2020 | 148e | –     | 27e |